# Conservatory Garden

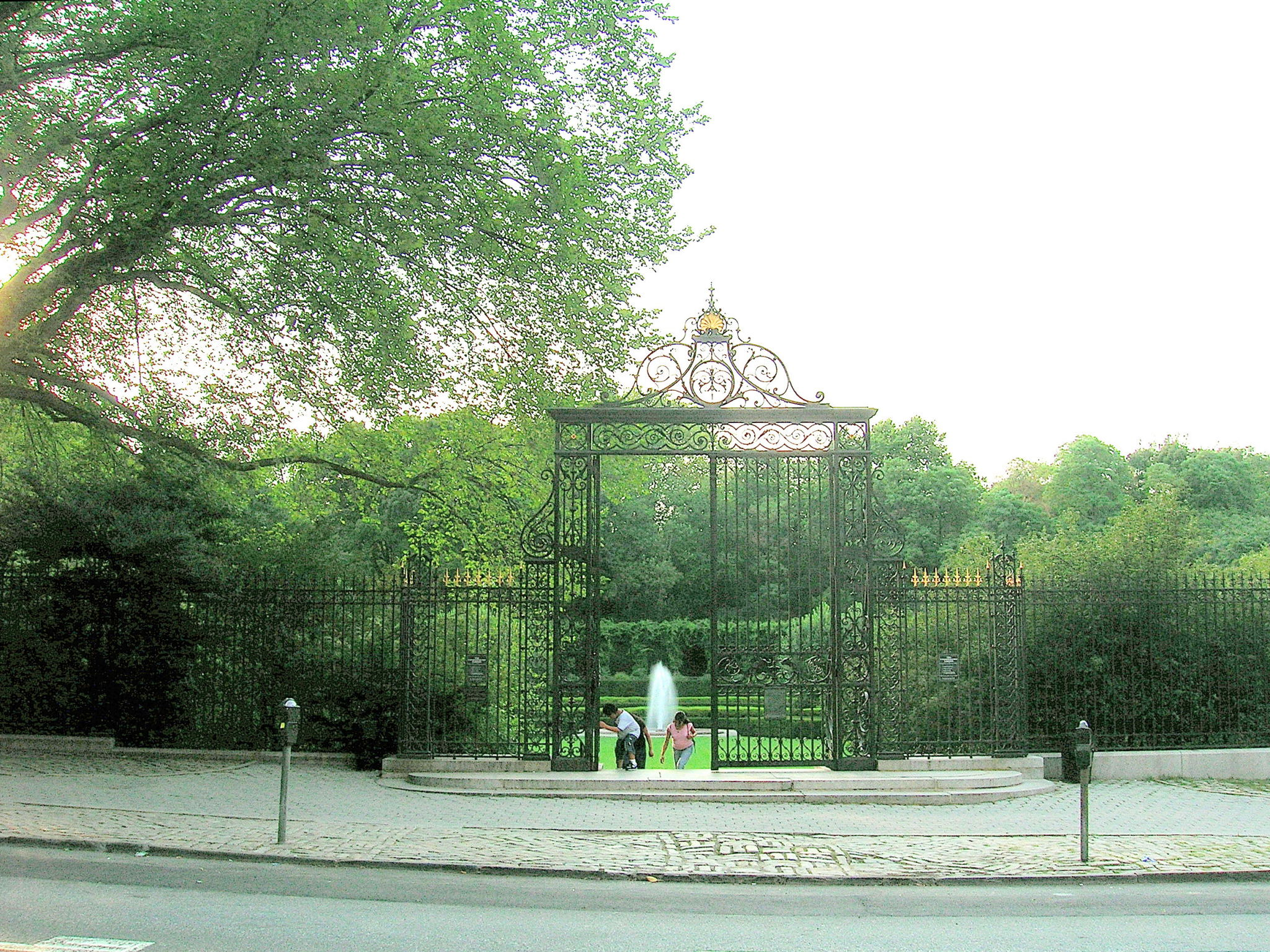
Le Vandervilt Gate, qui permet l'accès au parc sur la Cinquième avenue.

Le Conservatory Garden est l'unique jardin à la française de Central Park, à New York. D'une surface de 2,42 hectares, il tire son nom d'une ancienne serre (en anglais conservatory) qui fut construite au même endroit en 1898 et détruite en 1934. L'ancien jardinier en chef du parc utilisait ces serres afin de conserver le bois issu de la taille des arbres du parc. Une fois que la serre ferma ses portes en 1937, le jardin fut ouvert au public. 
Le Conservatory Garden est composé de trois parties bien distinctes, originellement issues de plans de Gilmore D. Clarke, l'ancien architecte paysagiste de Robert Moses, mais retouchées avec succès dans les années 1980. Il est accessible via le Vanderbilt Gate (portail Vandervilt) situé sur la Cinquième avenue au niveau de la 105e rue. À une époque, ce même portail donnait accès à l'avant-cour du château de Cornelius Vanderbilt II, qui était le plus grand manoir de la Cinquième avenue, construit durant le Gilded Age (âge d'or qui suivit la guerre de Sécession). Le parc du château s'étendait même jusqu'au niveau du Plaza Hotel, situé au niveau de l'actuelle lisière sud est de Central Park. Les portails de la propriété étaient l'œuvre de George Browne Post, qui les fit importer de Paris. Une fois les marches situées derrière l'entrée franchies, le Conservatory Garden se présente sous la forme d'une pelouse symétrique, délimitée par des bois d'if, et ornée par une unique fontaine.